# Thrinle
Thrinle (auch: Trinle, Trinley, Trinlay, Thinle, Thinley; tib.: phrin las; THDL: Thrinlé, Transkription der VRCh: Chinlai; erleuchtete Aktivität) ist ein häufig verwendeter Bestandteil tibetischer Namen.
Folgende Personen tragen diesen Namen:
- Jigme Thinley (* 1952), seit 2008 Ministerpräsident von Bhutan
- Ling Rinpoche Thubten Lungtog Tendzin Thrinle (1903–1983), ehemaliger Tutor des 14. Dalai Lama
- Orgyen Thrinle Dorje (* 1985), einer der beiden 17. Karmapas
- Thinley Dorji (* 1950), bhutanischer Bogenschütze
- Thrinle Gyatsho (Dalai Lama) (1857–1875), 12. Dalai Lama
- Penchen Chökyi Gyeltshen (1938–1989), 10. Penchen Lama
- Phub Thinley (* 1997), bhutanischer Fußballspieler
- Thrinle Thaye Dorje (* 1983), einer der beiden 17. Karmapas